# Mozart Couto
Mozart Cunha do Couto (Juiz de Fora, Minas Gerais) é um ilustrador e quadrinista brasileiro. É um dos principais divulgadores dos softwares Gimp e Krita, programas de ilustração gratuitos e de código aberto.

## Biografia
Mozart Couto iniciou a carreira em 1978, após ler que na revista erótica EROS da Grafipar de Curitiba que a editora estava aceitando novos talentos, enviou artes para serem analisadas, o editor-chefe, Cláudio Seto, gostou de seu trabalho e o convidou para trabalhar na editora, começou fazendo histórias de faroeste do cowboy Jackal e também da Katy Apache, essa última, uma criação de Claudio Seto, e Zamor, o selvagem, série criada por Franco de Rosa ambientada na América do Sul pré-histórica,  época em que existiria o lendário continente Atlântida, com um guerreiro forte similar a Tarzan, Conan e tantos outros usando uma faca tecnológica. e Ubajara, sobre um índio brasileiro do subgênero borduna e feitiçaria, termo cunhado pelo escritor Roberto de Sousa Causo para uma variante do gênero espada e feitiçaria. ficou na editora até seu fechamento em 1982. Logo em seguida, também colaborou com a Editora Vecchi, a convite do editor Ota e na revista de terror Calafrio da editora D-Arte de Rodolfo Zalla Com roteiros de Júlio Emílio Braz, criou Hakan, mais uma obra do gênero espada e feitiçaria, publicada em revista que teve três edições pela Editora Noblet. Na editora Press de Franco de Rosa e Paulo Paiva, publicou nas revistas Radar,Ambrak e Mundo do Terror, onde ilustrou a série de ficção pré-histórica O Símio, parceria com Júlio Emílio Braz. No final da década de 1980, foi agenciado pela Commu International, publicando nos mercados franco-belga e holandês, a maioria dos trabalhos, exceto eróticos, seguia o estilo europeu conhecido como linha clara, para esses mercados, desenhou histórias de Júlio Emílio Braz, como a série Tamba, que teve oito álbuns, e contava a aventuras de índios brasileiros, além de O Viajante e Sexdroide (6-O-Droid). Além de publicar na Europa, colabora com a revista Aventura e Ficção da Editora Abril, ilustrando roteiros de E. C.Nickel e Franco de Rosa, a principio, a revista publicava histórias da Marvel e depois histórias da revista espanhola Cimoc e por fim, HQs brasileiras, também para a Abril, ilustrou histórias baseadas no desenho animado Bravestarr do subgênero faroeste especial da Filmation e faz capas para a revista Espada Selvagem de Conan. Ilustrou a revista Futebol e Raça da Cedibra, com roteiros de Luiz Antônio Aguiar. Na revista Combat Sport - Especial Ninja, publicou o Espião Ninja.
Além de editoras tradicionais, colaborou com o fanzine Historieta de Oscar Kern e a revista Maturi do GRUPEHQ (Grupo de Pesquisa de História em Quadrinhos) do Rio Grande do Norte.
Em 1990 publicou o álbum O Viajante pela Editora Ícone. Em 1992 publica, pela Nova Sampa, o álbum Sexdroide, que vence o prêmio NOVA da Sociedade Brasileira de Arte Fantástica. Em 1993, passou a trabalhar para o mercado americano, primeiro como a assistente de Mike Deodato e depois sozinho em séries como o índio norte-americano Turok, a guerreira Glory, para o Extreme Studios de Rob Liefeld e Star Wars e  Gamera, um monstro kaijuu japonês na linha do Godzilla da produtora japonesa Daiei Pictures, para a Dark Horse Comics, entre 2001 e 2002, tentou, sem sucesso, voltar o mercado americano.
Em 2001, publica um manual de como desenhar intitulado Desenhando Arte Fantástica pela editora Opera Graphica de Franco de Rosa e Carlos Mann, também pela Opera Graphica, ilustrou uma sinopse do romance O Planeta dos Macacos de Pierre Boulle, para o livro Quando os Macacos Dominavam a Terra de Eduardo Torelli, nas páginas da revista Mangá X da Editora Escala, publica Os Guerreiros de Ha-Kan, uma versão de Hakan no estilo mangá, sem a participação de Júlio Emílio Braz. Na revista Hentai X, publicado pelo selo Xanadu, da mesma editora Escala, usa o pseudônimo Marcel Toshiga e publica hentais, nome dado aos quadrinhos eróticos japoneses.
No mesmo ano, faz capas de revista da série O Fantasma de Lee Falk para a editora Opera Graphica. No ano seguinte, publica outra história em estilo mangá na revista Banzai – O Melhor do Mangá Brasileiro da Editora Escala e pela Opera Graphica, publica Brakan, um bárbaro conanesque, também roteirizado pelo seu parceiro Júlio Emilio Braz.
Entre 2001 e 2011, desenhou seis álbuns  da série independente Gilvath, com roteiros de Alvimar Pires dos Anjo, os álbuns contam a história de um bárbaro de mesmo nome que volta no tempo para modificar a realidade de seu povo escravizado.
Em 2003, ilustra o romance gráfico BioCyberDrama, roteirizado pelo seu criador, Edgar Franco e publicado na Coleção Opera Brasil da Opera Graphica, a ideia da parceria foi de Mozart Couto após receber o fanzine Biocyberdrame de Edgar Franco.
e fez uma capa do livro de RPG Guia de Talentos e Classes de Prestígio da Editora Conclave.
Em 2004, faz a capa do álbum: Cangaceiros - Homens de Couro #1 - (capa), com roteiro de Wilson Vieira e desenhos de Eugênio Colonnese e publicada pela editora CLUQ. Pela Editora Escala, publica lições no Curso Completo de Desenho. Em 2005, ilustrou a capa do álbum Gates of Metal Fried Chicken of Death da banda de heavy metal cômico Massacration. Em 2006, ilustra uma história da personagem Tianinha de Laudo Ferreira Jr., publicada na revista Total, um spin-off da revista Sexy publicada pela Editora Rickdan, para esse trabalho, assinou com o pseudônimo Garyan, no mesmo ano, assinou a capa do álbum Exxótica ‎– IV da banda Exxótica.
Em 2007, ilustra A Boa Sorte de Solano Dominguez, com roteiro de Wander Antunes, graphic novel publicada Editora Desiderata. Em 2010, cria uma história de Horácio de Mauricio de Sousa para o álbum MSP+50. Em 2011, faz a capa da da quadrinização de Noite na Taverna de Álvares de Azevedo, publicada pela Ática com roteiro de Reinaldo Seriacopi e desenhos de Arthur Garcia, Franco de Rosa, Rodolfo Zalla, Rubens Cordeiro, Sebastião Seabra e Walmir Amaral e publica ou livro Técnicas de Mangá pela Editora Criativo.
Em 2012, publicou o livro Como Desenhar Arte Fantástica.
Em 2013, é lançado o álbum BioCyberDrama Saga pela Universidade Federal de Goiás contendo as três partes do arco de história roteirizado por Edgar Franco, sendo o primeiro publicado pela Opera Graphica em 2003.
Em 2013, ilustra a novela Velozes Vorazes de Ataide Braz, com capa de Arthur Garcia e Flavio Soares, publicada editora Minuano. e participa da antologia Zumbis e Outras Criaturas das Trevas da Editorial Kalaco de Franco de Rosa. Em 2014, ilustra o álbum Veneno de Deus, roteirizado por Alexandre Grincenkov  e publicado pela editora Funalfa, órgão cultural da Prefeitura de Juiz de Fora. Nesse mesmo ano, publica os álbuns Guerreiros de Ha-Kan Samurai e Depois da Escuridão pela Atomic Editora.
Em 2015, publica pela Atomic, um álbum de Brakan, escrito e desenhado por ele. Em 2016, participa do álbum As Histórias Perdidas do Capitão Gralha, sobre um ancestral do personagem O Gralha,  publicado pela Editora Quadrinhópole. Em 2017, a  Mythos Editora publica Ramthar, baseada em história de Deodato Borges e seu filho, Mike Deodato, roteirizado pelo próprio Mike Deodato.
Colabora com Denilson Reis, fazendo capas para o fanzine Tchê e a série Peryc, O Mercenário, uma narrativa de espada e feitiçaria pós-apocalíptica criada por Reis. Em dezembro de 2020, a Editora Universo Fantástico lançou uma campanha de financiamento coletivo no Catarse para publicar um álbum de Zamor, o selvagem. Em setembro de 2021, a editora lançou uma campanha de Brakan por Mozart Couto.
Em 2023, fez a capa da antologia Mitos e Lendas da Era Hiboriana, trazendo contos de Conan e a Era Hiboriana escritos por Marco Antônio Collares.

## Estilos e influências
Mozart Couto já experimentou diversos estilos desdes os comics norte-americanos, passando pela linha clara europeia, o sumi-ê e o mangá japoneses, foi influenciado por artistas de estilos distintos, tais como Hal Foster, Alex Raymond, Jack Kirby, Gene Colan, Frank Frazetta, John Buscema, Moebius, Júlio Shimamoto, Flavio Colin, Eugênio Colonnese, Claudio Seto, Jayme Cortez, Ivan Wasth Rodrigues, Hiroaki Samura, Mike Mignola, Katsuhiro Otomo, Paolo Eleuteri Serpieri e Hermann Huppen.

## Prêmios
Foi ganhador, com o livro Nosso Folclore (editora Ave-Maria), do Prêmio Jabuti na categoria  de melhor livro didático de 1999 e, em 2000, do certificado altamente recomendável da Fundação Nacional do Livro Infantil e Infanto-Juvenil pelas ilustrações no livro A Carta de Pero Vaz de Caminha, da Editora Moderna.